# Храм Успения Богородицы (Курск)
Храм Успения Пресвятой Богородицы — католический храм в городе Курск. Административно относится к Архиепархии Матери Божией (с центром в Москве), возглавляемой архиепископом митрополитом Паоло Пецци. Расположен по адресу: ул. Марата, д. 31. В храме регулярно проводятся органные концерты.

## История
В 1859 году курская католическая община, состоящая из примерно тысячи верующих, обратилась с просьбой разрешить строительство храма. Разрешение было получено лишь в конце XIX века, до этого службы велись в небольшом молитвенном доме. Строительство храма Успения началось в 1892 году и закончилось через четыре года, в 1896 году. Храм возведён в неоготическом стиле с двумя башнями-шпилями, с 27 позолоченными крестами, расположенными на портале и по бокам храма, богато украшен мозаикой.
В храме Успения Богоматери венчался и крестил дочь знаменитый художник Казимир Малевич.
После революции 1917 года храм некоторое время функционировал, однако в 1938 году был закрыт, настоятель и активисты прихода расстреляны. Большая часть утвари была уничтожена и разграблена. В здании сначала открыли антирелигиозный музей, затем разместили склад. В 1970 году здание отреставрировано (во время войны в одну из башен попала бомба) и в нём разместился Дом культуры.
Восстановление нормальной деятельности Католической церкви в России началось в 1990-х годах. В 1993 году в Курске зарегистрирована католическая община, в 1997 году здание храма возвращено церкви. В 2006 году приходская община торжественно отмечала 110-летие храма.
Летом 2016 года началось строительство нового приходского дома, который располагается на территории храма (ул. Марата, д. 33). Работой руководил настоятель монсеньор Петер Фидермак. Весной 2017 года строительство завершено. Также под руководством отца Петера обустроена территория вокруг дома. В октябре 2017 года приходской дом назван в честь святого Петра.
11 ноября 2018 года приход возглавил отец Кшиштоф Буяк. В настоящий момент приход возглавляет отец Питер Эчесирим Анозие.

## Храм Успения Богородицы на дореволюционных почтовых открытках

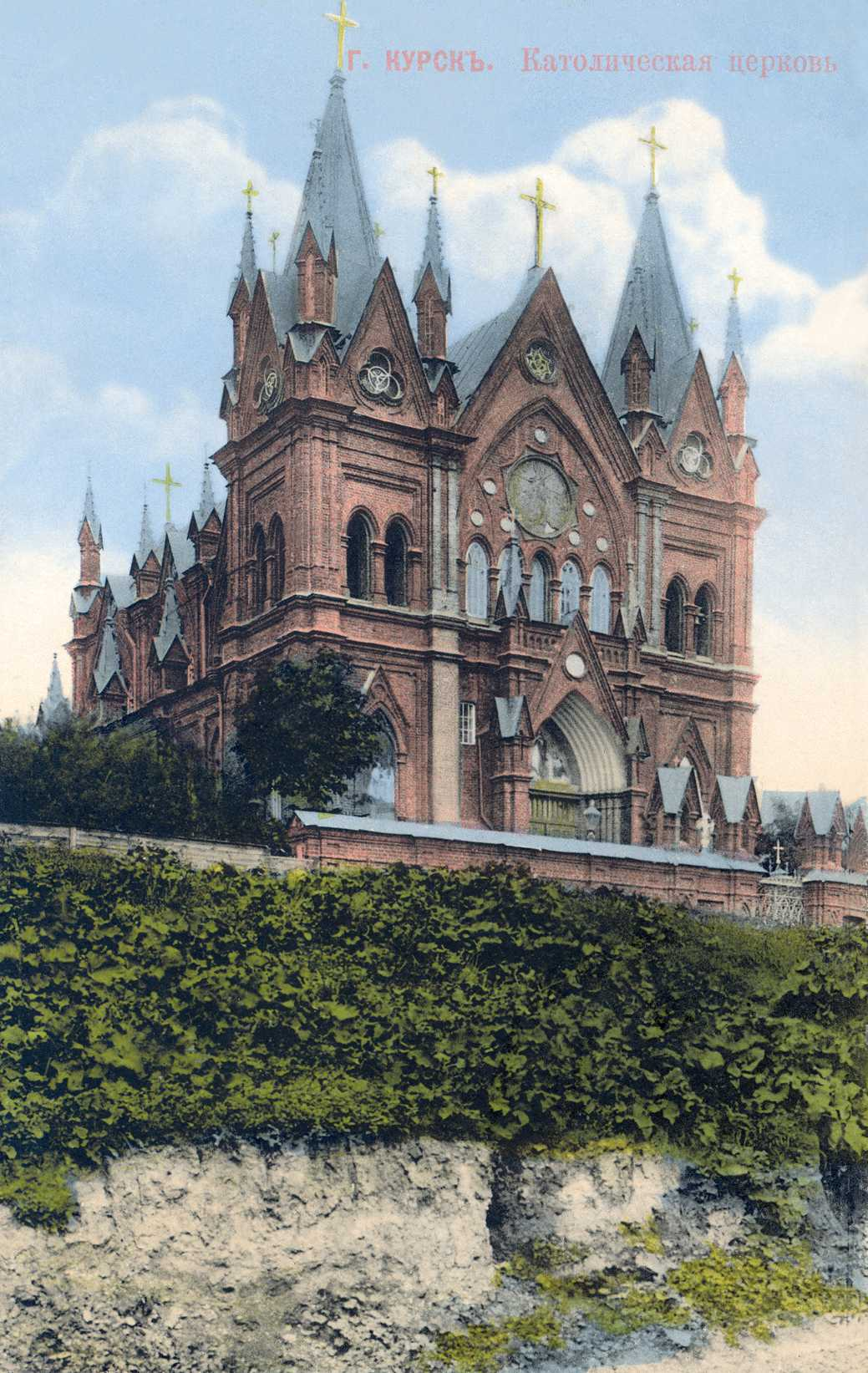
Костел Успения Девы Марии. Фотография М. Кампеля на почтовой открытке контрагентства А.С. Суворина и Ко. М. 1914 г.
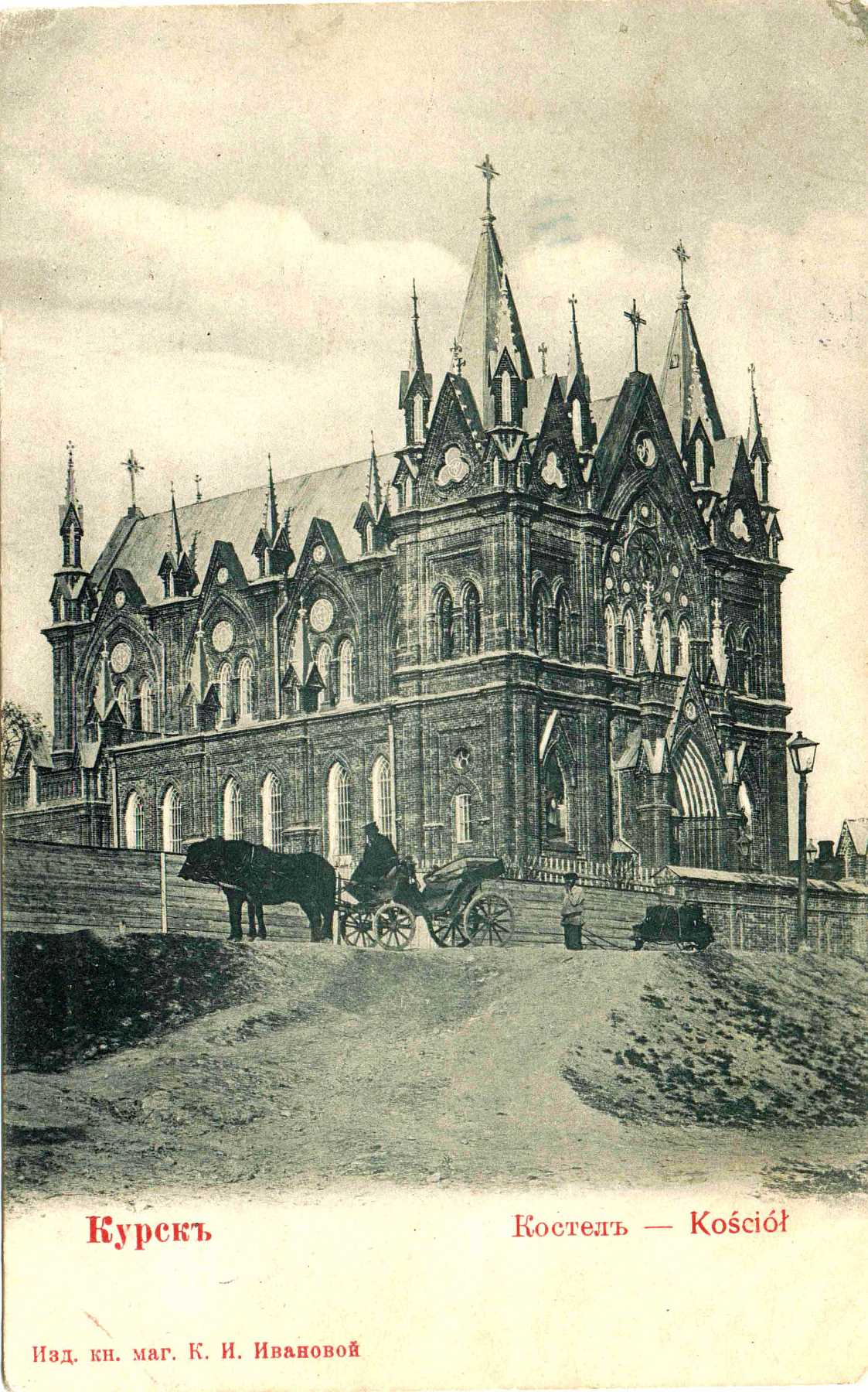
Католический храм Успения Пресвятой Богородицы в Курске. Почтовая карточка начала XX века
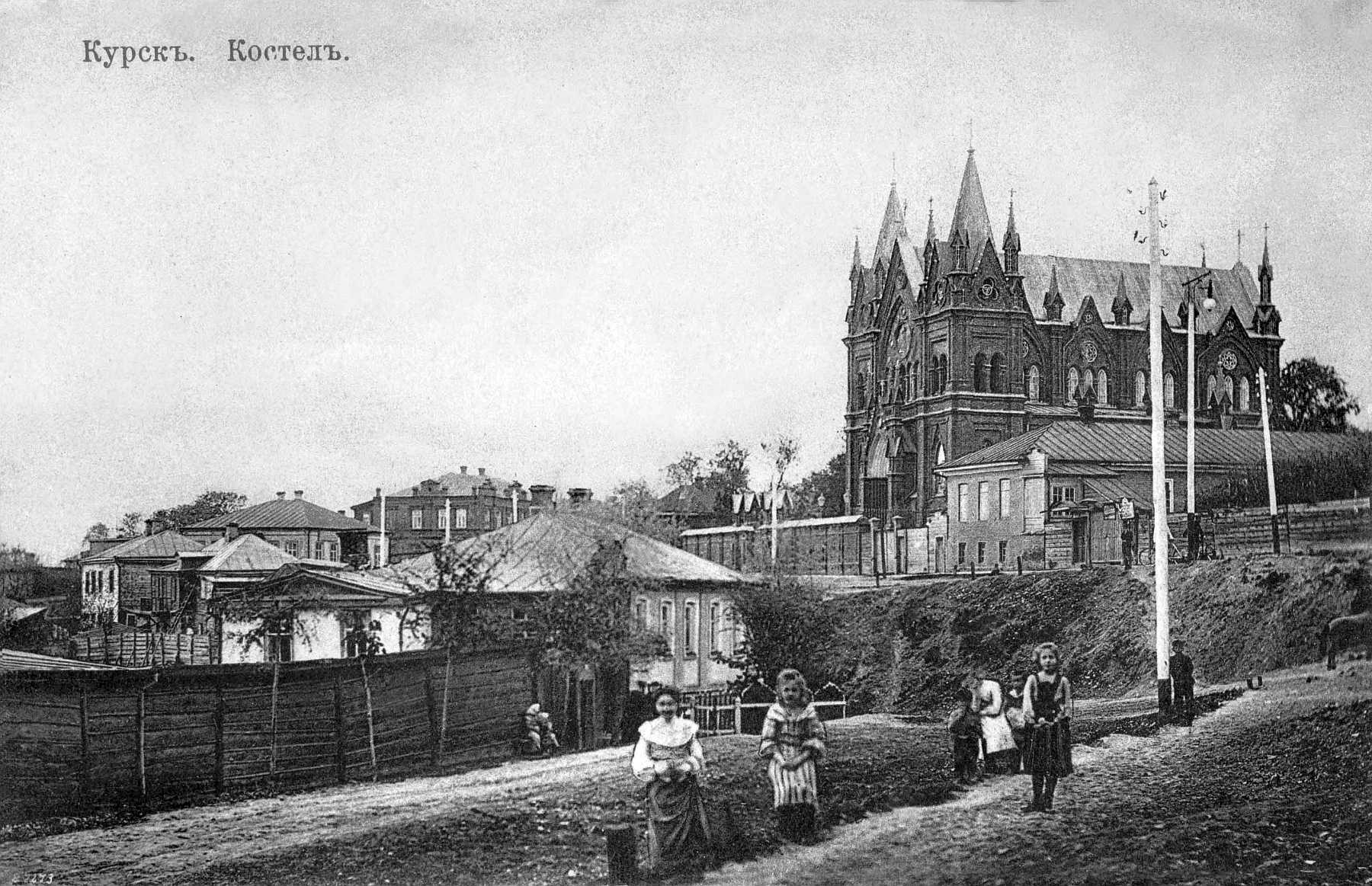
Католический храм Успения Пресвятой Богородицы в Курске. Вид со стороны Нижней Гостинной улицы. Справа от храма дом ксендза. В центре дом мещанки В.И. Краснощековой. Почтовая карточка начала XX века.
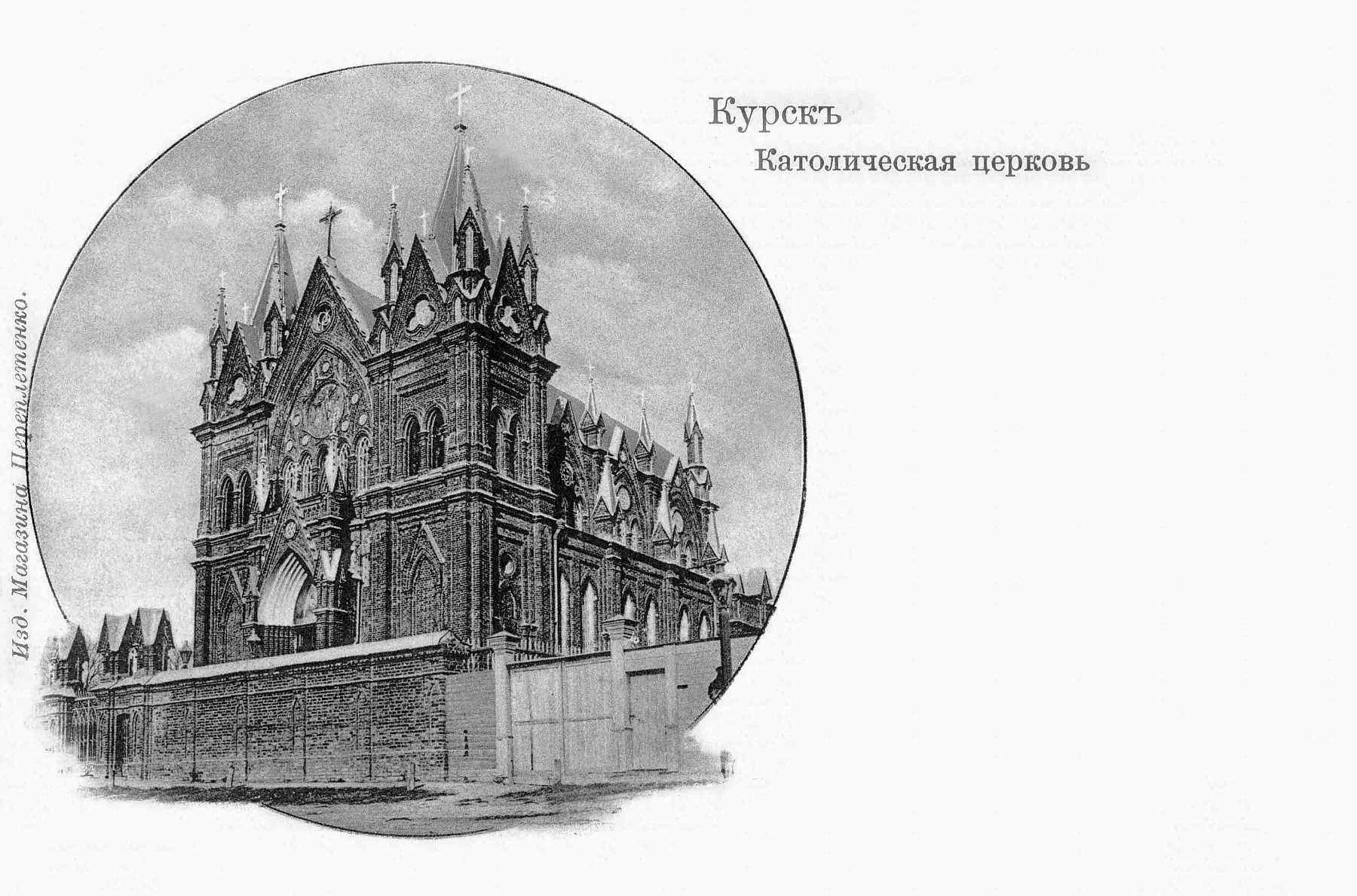
Католический храм Успения Пресвятой Богородицы в Курске на почтовая карточке начала XX века